# Fred Spencer
|  | No confondre amb el pilot de motociclisme Freddie Spencer |

Fred "Freddie" Spencer (Plainfield, 8 d'agost de 1903 - 1 de desembre de 1992) fou un ciclista estatunidenc, professional des del 1925 fins al 1938. Es va especialitzar en les curses de sis dies. El 1990 va entrar al Saló de la Fama del ciclisme estatunidenc.

## Palmarès
- 1925
  -  Campió dels Estats Units en velocitat
  - 1r als Sis dies de Chicago (amb Robert Walthour Jr)
  - 1r als Sis dies de Nova York (amb Robert Walthour Jr)
- 1927
  - 1r als Sis dies de Nova York (amb Robert Walthour Jr)
- 1928
  -  Campió dels Estats Units en velocitat
  - 1r als Sis dies de Nova York (amb Franco Giorgetti)
- 1929
  -  Campió dels Estats Units en velocitat
- 1932
  - 1r als Sis dies de Nova York (amb William Peden)